# 田村忠
田村 忠（たむら ただし、1920年（大正9年） - 1945年（昭和20年）5月28日）は、日本のアマチュア野球選手だった人物である。

## 来歴・人物
和歌山県出身。和歌山中学（現・和歌山県立桐蔭中学校・高等学校）在学中には、1936年春の甲子園に投手として出場。初戦の東邦商業（現・東邦高等学校）戦で当時の大会記録となる1試合5安打（5打数）を打った（試合自体は、東邦商に7-8で惜敗）。1937年慶應義塾大学に入学し、中堅手としてプレーした。
しかし、慶大卒業後に応召。陸軍特別攻撃隊の飛行第19戦隊に編入し、1945年5月28日に、台湾沖で特攻死した。享年25。死後二階級特進により陸軍中尉となった。
東京ドーム内の野球殿堂博物館にある戦没野球人モニュメントに田村の名が刻まれている。